# Acartia plumosa
Acartia plumosa is een eenoogkreeftjessoort uit de familie van de Acartiidae. De wetenschappelijke naam van de soort is voor het eerst geldig gepubliceerd in 1894 door Thomas Scott.